# (9389) Condillac
(9389) Condillac es un asteroide perteneciente al cinturón de asteroides, descubierto el 9 de marzo de 1994 por Eric Walter Elst desde el Centro de Investigaciones en Geodinámica y Astrometría, Caussols, Francia.

## Designación y nombre
Designado provisionalmente como 1994 ET6. Nombrado en memoria del filósofo y sacerdote Étienne Bonnot de Condillac (1715-1780), quien fue el principal defensor en Francia de las ideas de John Locke. En 1740, entró en contacto con los Enciclopedistas, donde se consolidó con su primer libro, Ensayo sobre el origen de los conocimientos humanos, en 1746. En su Tratado de las sensaciones (1754), que inspiró a Holbach y Diderot, expresó su visión sobre las sensaciones: «El conocimiento humano se basa total y exclusivamente en las observaciones realizadas mediante la percepción sensorial».

## Características orbitales
Condillac está situado a una distancia media del Sol de 2,243 ua, pudiendo alejarse hasta 2,506 ua y acercarse hasta 1,981 ua. Su excentricidad es 0,117 y la inclinación orbital 4,958 grados. Emplea 1227,02 días en completar una órbita alrededor del Sol.

## Características físicas
La magnitud absoluta de Condillac es 15,06. Tiene 2,694 km de diámetro. Su albedo se estima en 0,321.